# Natalja Derjugina
Natalja Borisovna Derjugina (ryska: Наталья Борисовна Дерюгина), född 23 april 1971 i Moskva, Ryska SSR, Sovjetunionen, är rysk tidigare handbollsspelare (mittsexa).

## Klubblagskarriär
Derjugina började sin karriär i Moskvaklubben Lutj (betyder stråle på svenska), innan hon 1994 började spela i Danmark. Hon hade en lång karriär i dansk klubbhandboll. Hon spelade först för Viborg HK 1994–2003. Hon avslutade sin karriär i Aalborg DH 2003–2008. Med Viborg vann hon sex danska mästerskap och en cupfinal samt EHF-cupen 1997. Hon förlorade också finalerna EHF Women's Champions League 1997 och 2001.

## Landslagskarriär
Natalja Derjuginas landslagskarriär började i Sovjets ungdomslandslag. Hon spelade i först i OSS landslag vid OS 1992 och sedan i Rysslands damlandslag i handboll 1993-2000. Hon spelade totalt 197 landskamper. Hon tog i OS-brons i damernas turnering i samband med de olympiska handbollstävlingarna 1992 i Barcelona med OSS-lag. Under VM 1997 och VM 1995 blev hon uttagen som mittsexa i all-star-team.